# ピアネッラ
ピアネッラ（イタリア語: Pianella）は、イタリア共和国アブルッツォ州ペスカーラ県にある、人口約8,700人の基礎自治体（コムーネ）。

## 地理

### 位置・広がり

#### 隣接コムーネ
隣接するコムーネは以下の通り。
- カティニャーノ
- チェパガッティ
- ロレート・アプルティーノ
- モスクーフォ
- ノッチャーノ
- ロシャーノ
- スポルトーレ

## 文化・観光
「スローシティ」加盟都市である。